# Ma cousine de Varsovie
Ma cousine de Varsovie est un film germano-français réalisé par Carmine Gallone, sorti en 1931.

## Synopsis
Banquier parisien surmené, Archibald Burel se rend dans sa maison de campagne de Saumur, sur les conseils de son médecin, pour y composer des opéras pendant trois ou quatre mois. Il ignore que son épouse Lucienne est depuis trois ans la maîtresse de son meilleur ami : l'artiste-peintre Hubert Carteret. Lorsque la séduisante cousine moscovite des Burel, Sonia Varilovna, leur rend visite, Lucienne lui demande de séduire son mari car il entrave sa relation avec son amant.  Peu après, Archibald demande à Sonia de séduire Hubert, car il commence à avoir des doutes sur la fidélité de son épouse. Amusée, Sonia accepte dans un premier temps le défi, et prolonge son séjour chez ses cousins. Mais rien ne se passera comme prévu, car Archibald tombera amoureux de sa cousine, alors qu'elle s'éprendra d'Hubert. Finalement, Lucienne parviendra à reconquérir son amant, tandis que Sonia, désabusée, se rendra en Espagne pour y épouser un marquis anglais auquel elle était fiancée…

## Fiche technique
- Titre : Ma cousine de Varsovie
- Réalisation : Carmine Gallone
- Scénario : Henri-Georges Clouzot, Franz Schulz et Károly Nóti d'après la pièce de Louis Verneuil
- Production : Allianz Tonfilm (Berlin), Société des Films Osso (Paris)
- Producteurs : Arnold Pressburger et Adolphe Osso
- Directeur de production : William A. Szekeley
- Distribution : Les Films Osso
- Musique : Artur Guttmann
- Photographie : Curt Courant
- Montage : Roost
- Son : Alexander Dembo
- Pays d'origine : Allemagne  République de Weimar-France
- Format : Noir et blanc - Son mono
- Durée : 95 minutes
- Genre : Comédie
- Date de sortie : 1931
- Affiche : Roger Cartier (France)

## Distribution
- Carlos Avril : Joseph
- Jean-Marie de l'Isle : Le médecin
- Saturnin Fabre : Saint-Hilaire
- Sylvette Fillacier : Rosalie
- Gustave Gallet : le banquier Archibald Burel
- Madeleine Lambert : Lucienne Burel, épouse d'Archibal et maîtresse d'Hubert
- Pierre Noyelle : Toby
- Elvire Popesco :  Varilovna, cousine moscovite des Burel
- André Roanne : Hubert Carteret